# Tubarão-limão
Tubarão-limão ou cação-limão (nome científico: Negaprion brevirostris) é uma espécie de tubarão da família dos carcarrinídeos (Carcharhinidae), classificada como vulnerável pela União Internacional para a Conservação da Natureza (UICN / IUCN). Os tubarões-limão podem crescer até 3,4 metros (11 pés) de comprimento. São frequentemente encontrados em águas subtropicais rasas e são conhecidos por habitar e retornar a locais de berçário específicos para reprodução. Muitas vezes se alimentando à noite e usam eletrorreceptores para encontrar sua principal fonte de presa: os peixes. Desfrutam dos muitos benefícios da vida em grupo, como comunicação aprimorada, namoro, comportamento predatório e proteção. Esta espécie de tubarão dá à luz filhotes vivos, e as fêmeas são poliândricas e têm um ciclo reprodutivo bienal. Os tubarões-limão não são considerados grande ameaça aos humanos; houve 10 mordidas registradas, nenhuma das quais com risco de vida. A expectativa de vida do tubarão-limão é desconhecida, mas a idade média é de 25 a 30 anos.

## Etimologia
O nome vernáculo cação provavelmente foi construído com a aglutinação do verbo caçar e o sufixo -ão de agente. Foi registrado pela primeira vez no século XIII como caçon, e depois em 1376 como caçom e 1440 como caçõoes. Tubarão, por sua vez, tem origem obscura, mas pode derivar de alguma das línguas nativas do Caribe. Seu registro mais antigo ocorre em 1500, como tubaram, na Carta de Pero Vaz de Caminha, e então como tuberão, em 1721.

## Taxonomia
O tubarão-limão foi nomeado e descrito pela primeira vez em 1868 por Felipe Poey. Ele originalmente o chamou de Hypoprion brevirostris, mas depois o renomeou como Negaprion brevirostris. O tubarão-limão também apareceu na literatura como Negaprion fronto e Carcharias fronto (Jordan e Gilbert, 1882), Carcharias brevirostris (Gunther, 1870) e Carcharhinus brevirostris (Henshall, 1891).

## Descrição
A coloração amarela do tubarão serve como excelente camuflagem ao nadar sobre o fundo do mar arenoso em seu habitat costeiro. O tubarão-limão geralmente atinge comprimento de 2,4 a 3,1 metros (7,9 a 10,2 pés) e um peso de até 90 quilos (200 libras) na idade adulta, embora a maturidade sexual seja atingida em 2,24 metros (7,3 pés) nos machos e 2,4 metros ( 7,9 pés) em mulheres. O comprimento e o peso máximos registrados são 3,43 metros (11,3 pés) e 183,7 quilos (405 libras), respectivamente. Tem a cabeça achatada com focinho curto e largo, e a segunda barbatana dorsal é quase tão grande quanto a primeira. Como todos os peixes cartilaginosos, os tubarões-limão têm eletrorreceptores concentrados em suas cabeças, conhecidos como ampolas de Lorenzini. Esses receptores detectam pulsos elétricos emitidos por presas em potencial e permitem que esses alimentadores noturnos sintam suas presas no escuro.

## Distribuição
Os tubarões-limão são encontrados de Nova Jérsei ao sul do Brasil, no oeste tropical do Oceano Atlântico. Também vivem na costa oeste da África, no sudeste do Atlântico. Além disso, foram encontrados no Pacífico Oriental, do sul da Baixa Califórnia ao Equador e em Cabo Verde na Ilha do Sal. Essa espécie de tubarão geralmente ocupa as águas rasas subtropicais de recifes de corais, manguezais, baías fechadas e fozes de rios; no entanto, também foram encontrados em oceano aberto até profundidades de 92 metros (301 pés). Embora nadem rios acima, nunca parecem ir muito longe em água doce. São encontrados em águas abertas principalmente durante as migrações e tendem a permanecer ao longo das plataformas continentais e insulares durante a maior parte de suas vidas.

## Seleção de habitat
Informações sobre padrões de atividade e uso do espaço são importantes para entender a ecologia comportamental de uma espécie. Os animais geralmente tomam decisões sobre o uso do habitat avaliando as condições abióticas de seu ambiente, que servem como indicadores valiosos de bons locais de forrageamento ou locais seguros para predadores. Os tubarões-limão selecionam habitats em águas mornas e rasas com fundo rochoso ou arenoso. A temperatura ambiental influencia a temperatura corporal de um indivíduo, o que acaba afetando os processos fisiológicos, como crescimento e metabolismo. Os tubarões-limão, portanto, selecionam habitats de água quente para manter níveis metabólicos ideais. Acredita-se que evitam áreas com ervas marinhas espessas porque tornam a localização de presas mais difícil. Tendem a viver perto de manguezais de águas rasas, que costumam ser áreas de berçário de várias espécies de peixes. Os dados coletados sobre as características das áreas de berçário de tubarões são baseados principalmente em espécies costeiras, devido à sua ocorrência em baías, estuários, deltas de rios e águas costeiras rasas. Uma teoria é que selecionam habitats de mangue devido à abundância de presas que ali residem, enquanto outra teoria postula que os manguezais fornecem um refúgio seguro de adultos que ocasionalmente se alimentam de juvenis e são incapazes de entrar nas águas rasas. Sabe-se que ocorrem mudanças ontogenéticas de nicho, ou mudanças na largura ou posição do nicho de um animal, para águas mais profundas em relação ao tamanho de um tubarão-limão. Essas mudanças ocorrem devido à diminuição dramática no risco de predação à medida que o tamanho do corpo aumenta.

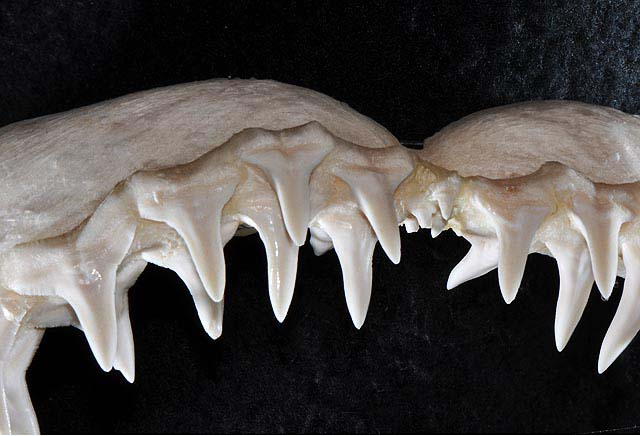
Dentes superiores

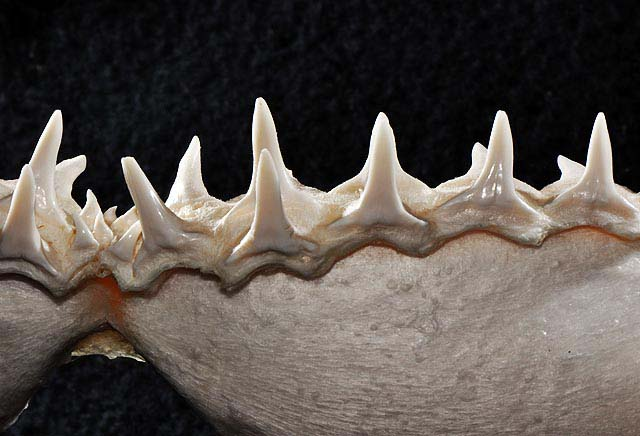
Dentes inferiores

As áreas de mangue habitadas pelos tubarões-limão costumam ser chamadas de berçários. Um local de berçário é melhor definido como a área mais comum onde são encontrados, o local onde tendem a permanecer após o nascimento ou para o qual frequentemente retornam, e o habitat usado por grupos de tubarões repetidamente por vários anos. O conceito de berçário é conhecido e estudado há pelo menos um século. Além disso, evidências fósseis de 320 milhões de anos atrás sugerem que o uso de áreas costeiras rasas como locais de criação é primitivo. Os tubarões-limão provaram ser uma espécie modelo ideal para desafiar a crença de que todos os tubarões são predadores oportunistas assíncronos devido à sua tendência de usar áreas de berçário por um longo período de tempo.
Os tubarões-limão se alimentam à noite e são principalmente piscívoros; no entanto, sabe-se que se alimentam de crustáceos e organismos bentônicos. A predação intraespecífica, ou canibalismo, de juvenis por coespecíficos maiores também foi documentada. Em vez de se alimentar aleatoriamente, exibem um alto grau de preferência por certas espécies e tamanhos de presas quando as condições ambientais são favoráveis. Também tendem a preferir uma presa quando ela é mais abundante e disponível. Se alimentam seletivamente de espécies que são mais lentas e facilmente capturadas usando uma técnica de perseguição. Por exemplo, peixes-papagaio (escarídeos) e gerreídeos (Gerreidae) são presas comuns nas Baamas porque usam camuflagem em vez de uma resposta de fuga e são vulneráveis devido ao seu comportamento de forrageamento estacionário. Os tubarões-limão se alimentam de presas de tamanho intermediário em comparação com outras presas disponíveis. Essa tendência pode ser explicada pela troca entre a probabilidade de captura e a lucratividade em relação ao tamanho da presa. A tendência geral no comportamento de forrageamento dos tubarões-limão está de acordo com a teoria de forrageamento ideal, que sugere uma relação positiva entre a seletividade e a disponibilidade de presas.
Em vez de rolar de lado para arrancar pedaços de presas, os tubarões-limão se aproximam de suas vítimas com velocidade apenas para frear repentinamente usando suas nadadeiras peitorais no contato. O animal então golpeia para frente várias vezes até ter uma boa compreensão de sua presa em sua mandíbula e começa a balançar a cabeça de um lado para o outro até arrancar um pedaço de carne. Um frenesi alimentar, ou um grande enxame de outros tubarões, então se forma quando os indivíduos sentem o sangue e os fluidos corporais liberados da presa. Sons de presas lutando também atraem grupos de tubarões, sugerindo que eles usam detecção de som para predação.

## Comportamento social
Muitas espécies de tubarões, incluindo o tubarão-limão, são conhecidas por preferirem ativamente ser sociais e viver em grupos ou agregações soltas. Alguns benefícios da vida em grupo são comunicação aprimorada, namoro, comportamento predatório e proteção. Acredita-se que a vida em grupo e a preferência pela interação social sejam importantes para a sobrevivência e o sucesso dos tubarões-limão juvenis. A vida em grupo, porém, tem seus custos. Alguns incluem aumento do risco de doenças, facilidade de transmissão de parasitas e competição por recursos.
Os tubarões-limão são encontrados em grupos com base em tamanho semelhante. Mecanismos de classificação passiva, como sua mudança de habitat ontogenética, foram postulados como contribuindo à formação de grupos organizados com base em tamanho ou sexo. Uma exceção a esse comportamento é que os tubarões de até um ano de idade não mostram preferência por grupos de tamanho igual ou incomparável. Uma hipótese para esta descoberta é que é benéfico aos pequenos tubarões-limão jovens se associarem com os indivíduos maiores porque têm mais facilidade em coletar informações sobre o habitat em relação a elementos como predadores e presas locais. Os grupos de tubarões-limão se formam devido a um desejo ativo de ser social, em vez de uma simples atração pelos mesmos recursos limitados, como o habitat de mangue e presas associadas a tal habitat.
Muitos estudos relacionaram o tamanho do cérebro com comportamentos sociais complexos em mamíferos e aves. O cérebro de um tubarão-limão, sendo comparável em massa relativa ao de um mamífero ou pássaro, sugere que têm a capacidade de aprender com as interações sociais, cooperar com outros indivíduos e têm o potencial de estabelecer hierarquias de dominância e laços sociais estáveis.

## Reprodução
Os tubarões-limão reúnem-se para acasalar em locais especialmente escolhidos para  efeito. As fêmeas dão à luz em águas pouco profundas, como os manguezais, exibindo filopatria de procriação. Os tubarões-limão bebês, com vida independente, sem necessidade de serem protegidos pelos progenitores, permanecem nas águas rasas que lhes servem de berçário por vários anos antes de se aventurarem em águas mais profundas. Os bebês nascem com cerca de 75 cm de comprimento, sendo presa fácil de outros tubarões adultos, que praticam o canibalismo. São animais vivíparos, o que significa que a mãe transfere diretamente nutrientes às sua crias através de uma placenta originada pela interação entre a parede do trato reprodutor da fêmea e a vesícula vitelina do embrião. A fertilização é interna e ocorre depois de de um tubarão-limão macho segurar a fêmea, mordendo-a, e de inserir-lhe o clásper na cloaca. As fêmeas praticam a poliandria, havendo competição de esperma, devido à sua capacidade para armazenar esperma numa glândula oviducal durante vários meses. Vários estudos sugerem que a poliandria é uma adaptação justificada por conveniência em vez de qualquer benefício genético indireto para a cria. As fêmeas seriam poliandras de modo a evitarem ser assediadas ou agredidas pelos machos. As fêmeas têm um ciclo reprodutivo bienal, requerendo um ano para gestação (na verdade, de nove a onze meses) e outro ano para a oogénese e a vitelogénese depois do parto. Os tubarões-limão atingem a maturidade sexual cerca dos 12–16 anos de idade e têm uma baixa taxa de fecundidade. O número máximo registado de crias numa única ninhada foi de 18, mas costuma variar entre 4 a 17.

## Relação com os humanos

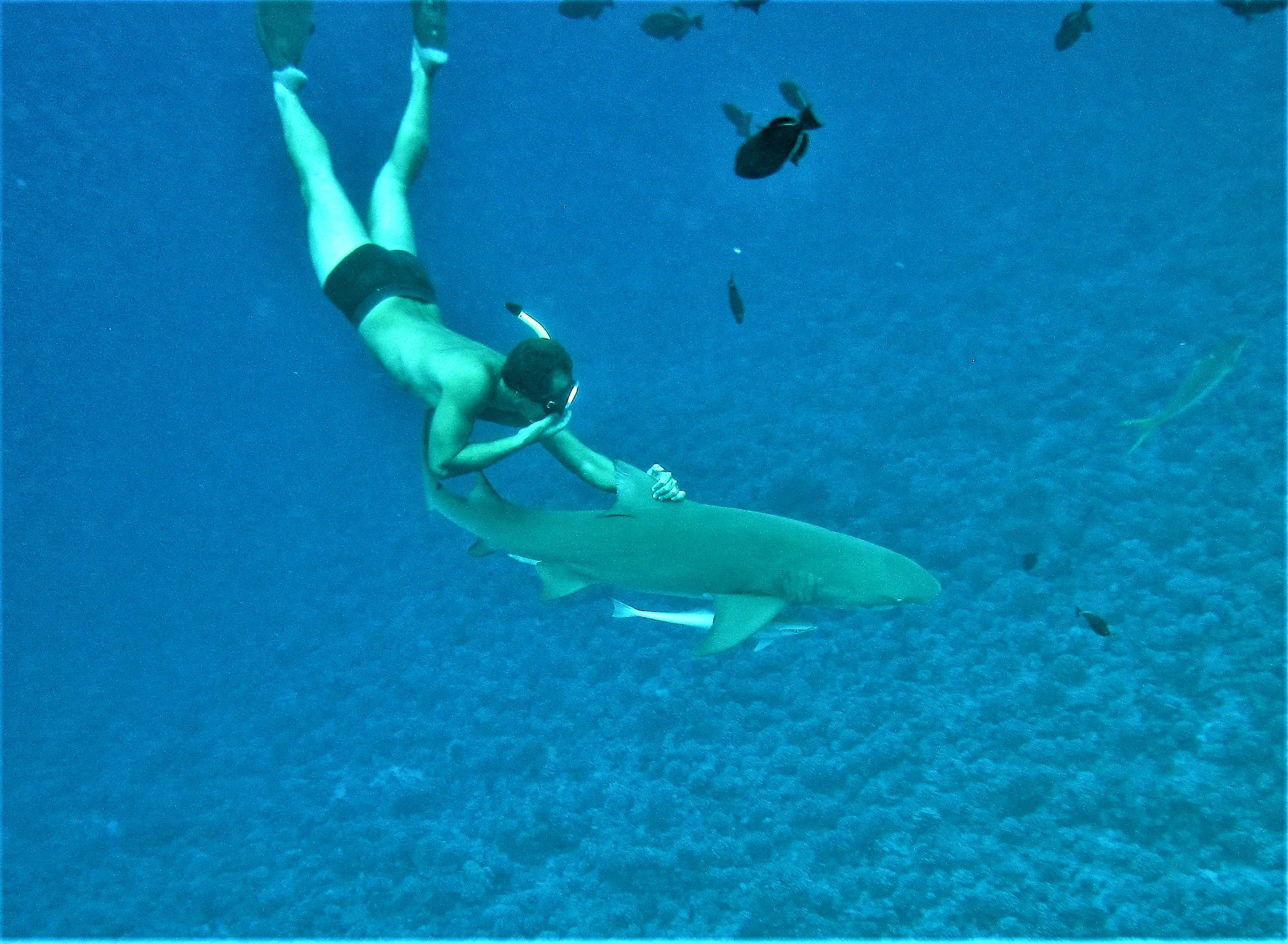
Pessoa mergulhando com tubarão-limão

Esta espécie de tubarão é mais conhecida em seu comportamento e ecologia, principalmente devido ao trabalho de Samuel Gruber na Universidade de Miami, que estudou o tubarão-limão tanto no campo quanto no laboratório desde 1967. A população ao redor das ilhas Bimini no oeste das Baamas, onde está situada a Estação Biológica de Gruber, é provavelmente a mais conhecida de todas as populações de tubarões. O tubarão-limão é alvo de pescadores comerciais e recreativos ao longo do Oceano Atlântico dos Estados Unidos, Caribe e no leste do Oceano Pacífico devido à sua carne, barbatanas e pele premiadas. A pele do tubarão-limão pode ser usada para couro e sua carne pode ser consumida e considerada iguaria em muitas culturas. Existe a preocupação de que a pesca excessiva tenha levado as populações no oeste do Atlântico Norte e no leste do Oceano Pacífico a diminuir. É considerado vulnerável. Os tubarões-limão não representam grande ameaça aos humanos. O Arquivo Internacional de Ataques de Tubarão lista 10 mordidas de tubarão-limão não provocadas, nenhuma das quais foi fatal.
No Brasil, a espécie consta em várias listas de conservação: em 2007, foi classificado como vulnerável na Lista de espécies de flora e fauna ameaçadas de extinção do Estado do Pará; em 2014 como em perigo no Livro Vermelho da Fauna Ameaçada de Extinção no Estado de São Paulo; em 2017, como vulnerável na Lista Oficial das Espécies da Fauna Ameaçadas de Extinção do Estado da Bahia; em 2018, como vulnerável no Livro Vermelho da Fauna Brasileira Ameaçada de Extinção do Instituto Chico Mendes de Conservação da Biodiversidade (ICMBio); e como em perigo no anexo três (peixes) da Lista Oficial da Fauna Brasileira Ameaçada de Extinção da Portaria MMA Nº 148, de 7 de junho de 2022
1. 1 2 3  Carlson, J.; Charvet, P.; Ba, A.; Bizzarro, J.; Derrick, D.; Espinoza, M.; Doherty, P.; Chartrain, E.; Dia, M.; Leurs, G.H.L.; Metcalfe, K.; Pires, J.D.; Pacoureau, N.; Porriños, G.; Dulvy, N.K. (2021). «Negaprion brevirostris». Lista Vermelha de Espécies Ameaçadas. 2021: e.T39380A2915472. doi:10.2305/IUCN.UK.2021-1.RLTS.T39380A2915472.en. Consultado em 19 de novembro de 2021
2. ↑  Nam, Dong-Ha; Adams, Douglas H.; Reyier, Eric A.; Basu, Niladri (2011). «Mercury and selenium levels in lemon sharks (Negaprion brevirostris) in relation to a harmful red tide event». Environmental Monitoring and Assessment (em inglês). 176 (1–4): 549–559. ISSN 0167-6369. PMID 20625820. doi:10.1007/s10661-010-1603-4. Consultado em 15 de abril de 2023. Cópia arquivada em 22 de janeiro de 2022
3. ↑  «Lemon Shark». gwinnett.k12.ga.us. Consultado em 15 de abril de 2023. Cópia arquivada em 27 de agosto de 2019
4. ↑  Grande Dicionário Houaiss, verbete cação
5. ↑  Grande Dicionário Houaiss, verbete tubarão
6. 1 2 3 4  «Florida Museum of Natural History». Consultado em 15 de abril de 2023. Cópia arquivada em 23 de março de 2019
7. 1 2  Carwardine, M.; Watterson, K. (2002). The Shark Watcher’s Handbook. Londres: BBC Worldwide Ltd.
8. ↑  «Negaprion brevirostris, Lemon shark». FishBase. Consultado em 15 de abril de 2023. Cópia arquivada em 18 de outubro de 2018
9. ↑  «Evaluation of a Three-Dimensional Magnetic Barrier on Juvenile Negaprion brevirostris». Consultado em 15 de abril de 2023. Arquivado do original em 15 de novembro de 2013
10. ↑  «Lemon shark». arkive.org. Consultado em 15 de abril de 2023. Arquivado do original em 3 de dezembro de 2013
11. ↑  «Lemon Sharks, Negaprion brevirostris». Marinebio. Consultado em 15 de abril de 2023
12. 1 2 3 4  Samuel H. Gruber; John F. Morrissey (1993). «Habitat selection by juvenile lemon sharks, Negaprion brevirostris». Environmental Biology of Fishes. 38 (4): 311–319. doi:10.1007/BF00007524. Consultado em 15 de abril de 2023
13. 1 2 3 4  Guttridge, T. L.; Gruber, S. H.; Franks, B. R.; Kessel, S. T.; Gledhill, K. S.; Uphill, J.; Krause, J.; Sims, D. W. (20 de janeiro de 2012). «Deep danger: intra-specific predation risk influences habitat use and aggregation formation of juvenile lemon sharks Negaprion brevirostris». Marine Ecology Progress Series. 445: 279–291. Bibcode:2012MEPS..445..279G. doi:10.3354/meps09423. Consultado em 15 de abril de 2023
14. ↑  Ruiz-Abierno, Alexei; Márquez-Farías, J. Fernando; Hueter, Robert E.; Macías-Romero, Lázaro; Barros-García, J. Manuel; García-Córdova, Lisandra; Hurtado, Andrés; Miller, Valerie (1 de dezembro de 2020). «Distribution and length composition of lemon sharks (Negaprion brevirostris) in a nursery ground in southern Cuba». Environmental Biology of Fishes (em inglês). 103 (12): 1583–1594. ISSN 1573-5133. doi:10.1007/s10641-020-01050-y. Consultado em 15 de abril de 2023
15. ↑  Wetherbee, B. M.; Gruber, S. H.; Rosa, R. S. (7 de agosto de 2007). «Movement patterns of juvenile lemon sharks Negaprion brevirostris within Atol das Rocas, Brazil: a nursery characterized by tidal extremes». Marine Ecology Progress Series. 343: 283–293. Bibcode:2007MEPS..343..283W. doi:10.3354/meps06920. Consultado em 15 de abril de 2023
16. ↑  Franks, Bryan (outubro de 2007). «The Spatial Ecology and Resource Selection of Juvenile Lemon Sharks (Negaprion brevirostris) in their Primary Nursery Areas» (PDF). Drexel University. Consultado em 15 de abril de 2023. Arquivado do original (PDF) em 29 de outubro de 2013
17. 1 2  Cortés, Enric; Samuel H. Grube (março de 1990). «Diet, Feeding Habits and Estimates of Daily Ration of Young Lemon Sharks, Negaprion brevirostris (Poey)». Copeia. 1 (1): 204–218. JSTOR 1445836. doi:10.2307/1445836. Consultado em 15 de abril de 2023. Cópia arquivada em 15 de abril de 2023
18. 1 2 3  Bright, Michael (2000). The private life of sharks : the truth behind the myth. Mechanicsburg, PA: Stackpole Books. ISBN 978-0-8117-2875-1
19. ↑  Newman, S. P.; Handy, R. D.; Gruber, S. H. (5 de janeiro de 2010). «Diet and prey preference of juvenile lemon sharks Negaprion brevirostris». Marine Ecology Progress Series. 398: 221–234. Bibcode:2010MEPS..398..221N. doi:10.3354/meps08334. Consultado em 15 de abril de 2023
20. 1 2  Banner, A. (junho de 1972). «Use of Sound in Predation by Young Lemon Sharks, Negaprion brevirostris (Poey)». Bulletin of Marine Science. 22 (2). Consultado em 15 de abril de 2023 [ligação inativa]
21. 1 2 3  Guttridge, T.; Gruber, Samuel; Gledhill, Katie S.; Croft, Darren P. (agosto de 2009). «Social preferences of juvenile lemon sharks, Negaprion brevirostris». Animal Behaviour. 78 (2): 543–548. doi:10.1016/j.anbehav.2009.06.009. Consultado em 15 de abril de 2023
22. ↑  Alexander, R D (novembro de 1974). «The Evolution of Social Behavior» (PDF). Annual Review of Ecology and Systematics. 5 (1): 325–383. doi:10.1146/annurev.es.05.110174.001545. Consultado em 15 de abril de 2023. Cópia arquivada (PDF) em 28 de janeiro de 2023
23. 1 2 3  Jacoby, David M. P.; Croft, Darren P.; Sims, David W. (1 de dezembro de 2012). «Social behaviour in sharks and rays: analysis, patterns and implications for conservation». Fish and Fisheries. 13 (4): 399–417. doi:10.1111/j.1467-2979.2011.00436.x. Consultado em 15 de abril de 2023
24. 1 2 3  Feldheim, K. A.; Gruber, S. H.; Ashley, M. V. (22 de agosto de 2002). «The breeding biology of lemon sharks at a tropical nursery lagoon». Proceedings of the Royal Society B: Biological Sciences. 269 (1501): 1655–1661. PMC 1691075. PMID 12204125. doi:10.1098/rspb.2002.2051. Consultado em 15 de abril de 2023
25. ↑  «BBC Nature». Consultado em 15 de abril de 2023
26. ↑  Dibattista, Joseph D.; Feldheim, Kevin A.; Gruber, Samuel H.; Hendry, Andrew P. (9 de janeiro de 2008). «Are indirect genetic benefits associated with polyandry? Testing predictions in a natural population of lemon sharks». Molecular Ecology. 17 (3): 783–795. PMID 18194167. doi:10.1111/j.1365-294X.2007.03623.x. Consultado em 15 de abril de 2023
27. ↑  «Lemon Shark | Negaprion brevirostris | Shark Database». www.sharkwater.com. Consultado em 15 de abril de 2023. Cópia arquivada em 2 de dezembro de 2022
28. ↑  Extinção Zero. Está é a nossa meta (PDF). Belém: Conservação Internacional - Brasil; Museu Paraense Emílio Goeldi; Secretaria do Estado de Meio Ambiente, Governo do Estado do Pará. 2007. Consultado em 2 de maio de 2022. Cópia arquivada (PDF) em 2 de maio de 2022
29. ↑  Bressan, Paulo Magalhães; Kierulff, Maria Cecília Martins; Sugleda, Angélica Midori (2009). Fauna Ameaçada de Extinção no Estado de São Paulo - Vertebrados (PDF). São Paulo: Governo do Estado de São Paulo, Secretaria de Infraestrutura e Meio Ambiente do Estado de São Paulo (SIMA - SP), Fundação Parque Zoológico de São Paulo. Consultado em 2 de maio de 2022. Cópia arquivada (PDF) em 25 de janeiro de 2022
30. ↑  «Lista Oficial das Espécies da Fauna Ameaçadas de Extinção do Estado da Bahia.» (PDF). Secretaria do Meio Ambiente. Agosto de 2017. Consultado em 1 de maio de 2022. Cópia arquivada (PDF) em 2 de abril de 2022
31. ↑  «Livro Vermelho da Fauna Brasileira Ameaçada de Extinção» (PDF). Brasília: Instituto Chico Mendes de Conservação da Biodiversidade (ICMBio), Ministério do Meio Ambiente. 2018. Consultado em 3 de maio de 2022. Cópia arquivada (PDF) em 3 de maio de 2018
32. ↑  «Portaria MMA N.º 148, de 7 de junho de 2022» (PDF). Instituto Chico Mendes de Conservação da Biodiversidade (ICMBio), Ministério do Meio Ambiente (MMA). Consultado em 14 de abril de 2023. Cópia arquivada (PDF) em 1 de março de 2023
33. ↑  «Negaprion brevirostris (Poey, 1868)». Sistema de Informação sobre a Biodiversidade Brasileira (SiBBr). Consultado em 15 de abril de 2023. Cópia arquivada em 15 de abril de 2023